# Atlantoserolis menziesi
Atlantoserolis menziesi là một loài chân đều trong họ Serolidae. Loài này được Hessler miêu tả khoa học năm 1970.